# Ирак на Светском првенству у атлетици на отвореном 2015.
Ирак је учествовао на Светском првенству у атлетици на отвореном 2015. одржаном у Пекингу од 22. до 30. августа осми пут. Репрезентацију Ирака представљао је један такмичар који се такмичио у трци на 800 метара.,
На овом првенству представник Ирака није освојио ниједну медаљу али је остварио најбољи лични резултат сезоне.

## Учесници
Мушкарци:
- Adnan Taess Akkar — 800 м

## Резултати

### Мушкарци
| Атлетичар         | Дисциплина | Лични рекорд | Квалификације | Квалификације | Полуфинале            | Полуфинале            | Финале                | Финале       | Детаљи |
| Атлетичар         | Дисциплина | Лични рекорд | Резултат      | Место         | Резултат              | Место                 | Резултат              | Место        | Детаљи |
| ----------------- | ---------- | ------------ | ------------- | ------------- | --------------------- | --------------------- | --------------------- | ------------ | ------ |
| Adnan Taess Akkar | 800 м      | 1:45,88 НР   | 1:54,44 ЛРС   | 8. у гр. 2    | Није се квалификовала | Није се квалификовала | Није се квалификовала | 43 / 44 (45) |        |